# Oncopeltus fasciatus
La chinche del algodoncillo (Oncopeltus fasciatus) es una chinche  de la familia Lygaeidae. Se distribuye desde el sur de Canadá a través de todos los Estados Unidos, hasta México, Costa Rica y el Caribe. Prospera en zonas modificadas por el ser humano, como al borde de carreteras y pastizales. Debido a su amplia distribución, presenta hábitos de vida muy variados según las circunstancias locales.

## Identificación
Los adultos miden entre 10 y 18 mm de longitud y tienen un diseño en naranja rojizo y negro en forma de X en el dorso. Estos rasgos los hacen conspicuos. Esto es considerado un caso de coloración aposemática, que advierte su toxicidad a los depredadores. Además es considerado un caso de mimetismo mülleriano porque comparte esta combinación de colores con otras especies igualmente tóxicas.

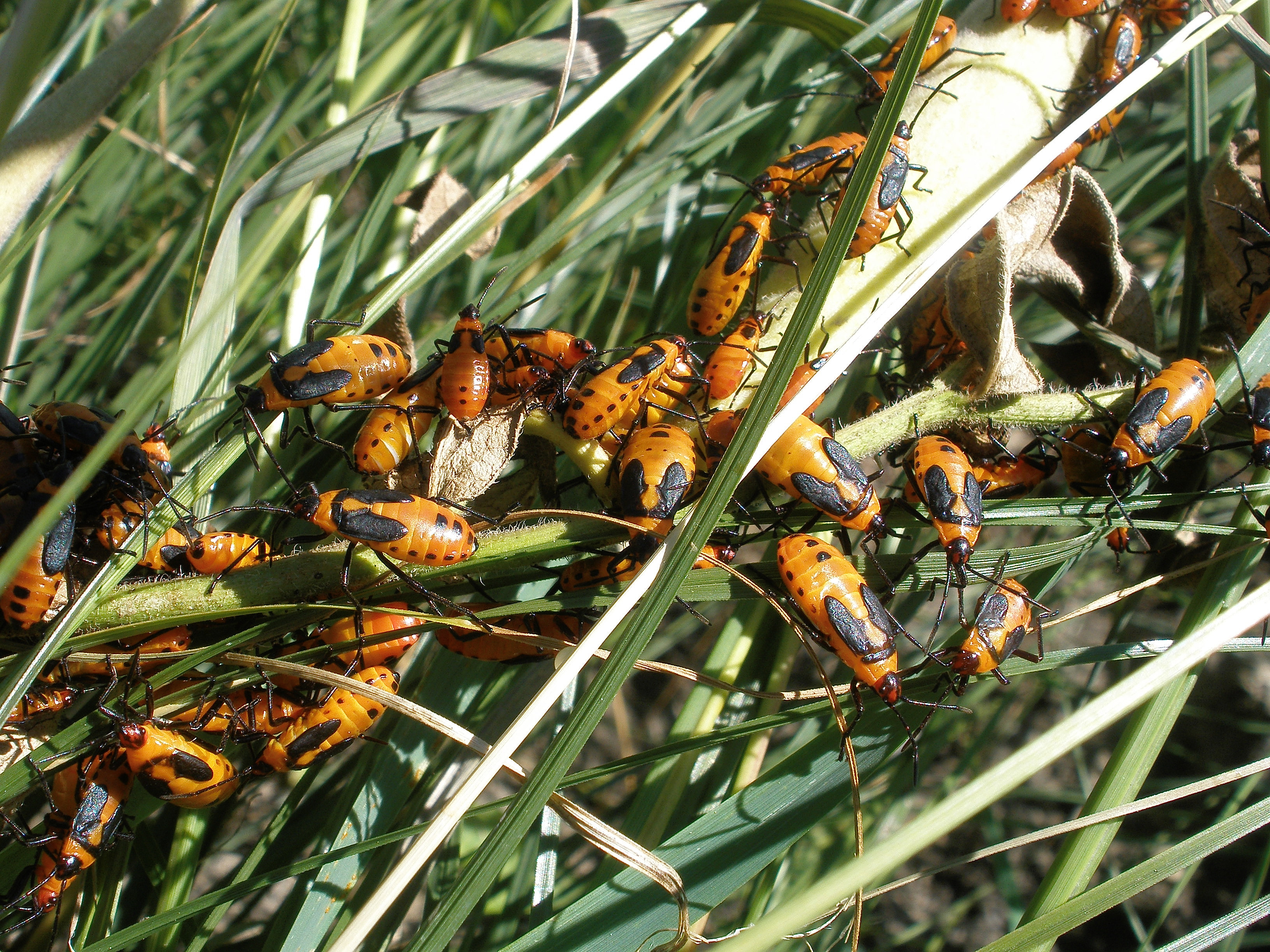
O. fasciatus, ninfas

## Ciclo vital
Como todos los hemípteros es hemimetábolo, es decir que pasa por estadios con pequeños cambios durante el crecimiento. El adulto se diferencia principalmente por tener alas y órganos genitales maduros. Las ninfas o estadios juveniles son 4. El ciclo completo lleva de 28 a 30 días. Las hembras son receptivas sexualmente unos pocos días después de la última muda. La ubicación geográfica tiene un importante papel en el tamaño de la camada o puesta de huevos. Las puestas de huevos más numerosas ocurren en Puerto Rico, Florida y Texas, entre 30 y 50 huevos. Las más bajas se encontraron en California, entre 25 y 30 huevos por camada. Iowa y Maryland tenían puestas entre 25 y 35 huevos.
En condiciones favorables, tropicales, la reproducción procede en forma continua todo el año. Cuando las condiciones son menos favorables, en clima templado, la reproducción ocurre solo durante los meses más calientes.
La diapausa o estado de reposo tiene lugar cuando se acortan los días y baja la temperatura. A veces también ocurre en épocas de sequía en lugares tropicales. La mayoría de las poblaciones entran en diapausa generalmente después de completar su migración.

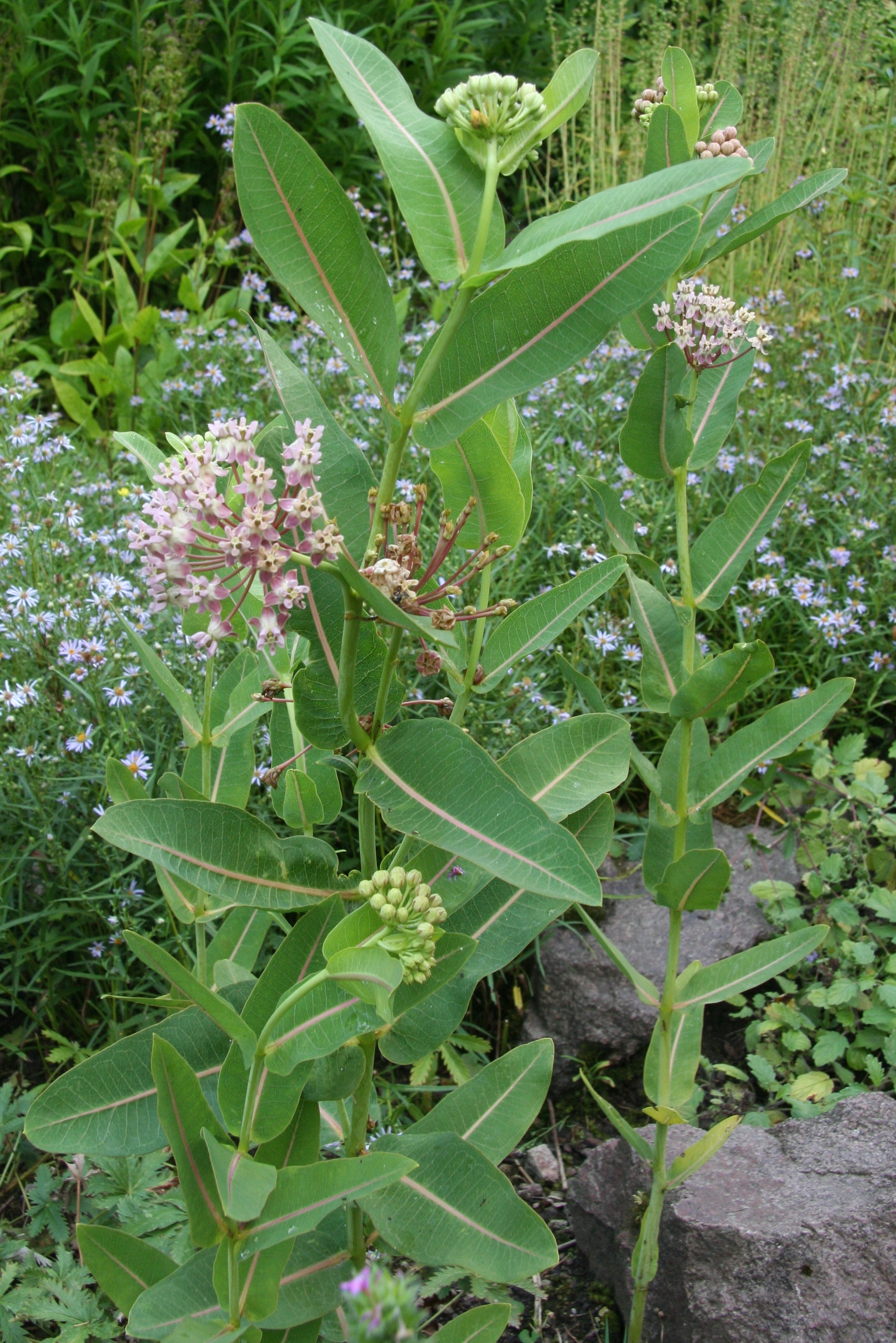
Asclepias syriaca

## Dieta
O. fasciatus es un herbívoro especialista que, al igual que otras especies de este género, se alimenta de especies de Asclepias. Depende principalmente de las semillas del algodoncillo común (Asclepias syriaca), también puede alimentarse de otras especies de la familia Apocynaceae, por ejemplo A. nivea, Sarcostemma clausa, Calotropis procera y Nerium oleander. Estas plantas contienen glucósidos cardíacos que son tóxicos para la mayoría de las especies. O. fasciatus tolera estas toxinas y las incorpora a su cuerpo, lo cual confiere defensa contra los depredadores.
Cuando encuentran una semilla le inyectan saliva por medio de la proboscis, la cual comienza a digerirla, lo que permite que O. fasciatus chupe los líquidos usando la faringe como una bomba. A menudo se encuentran varios adultos compartiendo las semillas. Aparentemente el que se alimenta emite una señal que comunica a otros la presencia de alimentos.

## Migración

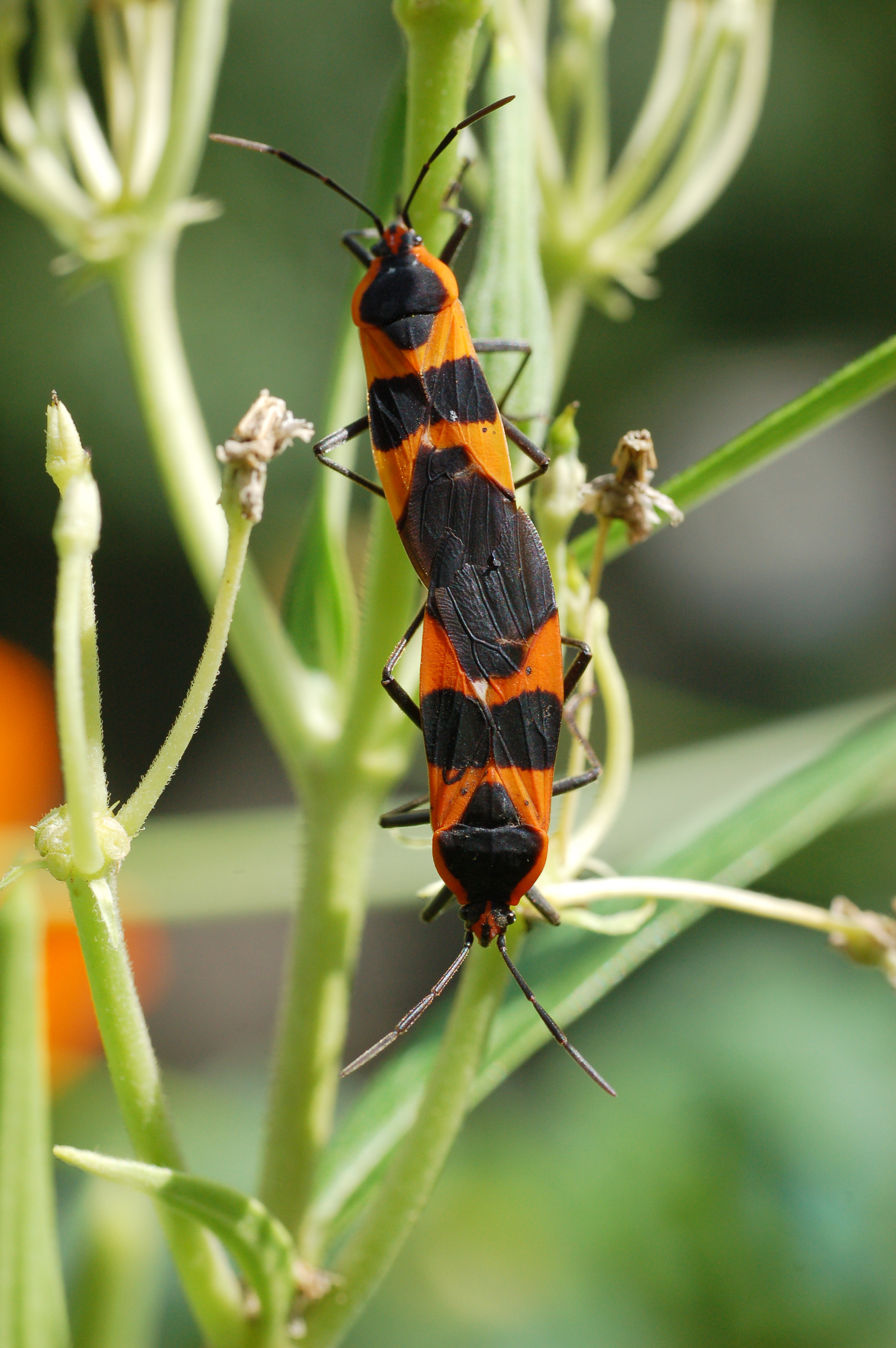
O. fasciatus. adulto

Hay O. fasciatus migradores y no migradores. Palmer y Dingle mostraron que las poblaciones más norteñas, como las de Iowa, presentan una mayor tendencia a los vuelos de larga distancia y son muy migratorias. Por lo contrario, las poblaciones sureñas, como las de Puerto Rico tienen baja tendencia a los vuelos largos y son sedentarias.